# Emanuel Buxtorf
Pour les articles homonymes, voir Buxtorf.
Emanuel Buxtorf, né le 2 septembre 1823 à Saint-Martin-ès-Vignes et mort le 14 janvier 1904 à Troyes, est un ingénieur mécanicien français.

## Biographie
Après des études à Troyes, Sens et Paris, Emanuel Buxtorf complète sa formation par des voyages en Suisse, en Angleterre, en Allemagne et en Italie.
En 1848, il s'engage au 6e régiment d'artillerie et est envoyé à Alger, Constantine et Biskra. Il se porte volontaire pour faire partie de la colonne dirigée en 1849 contre l'oasis de Zaatcha.
En 1850, il dirige à Troyes la firme Mathos-Durand.
Il crée en 1853 une entreprise de construction de machines pour la bonneterie. Cette entreprise sera revendue en 1896 à Georges Lebocey.
Entre 1853 et 1893, il se lance dans la recherche et est à l’origine d’une cinquantaine de brevets principalement destinés à améliorer les métiers de la bonneterie.
Il sut notamment adapter à la maille le système Jacquard utilisé pour le tissage.
Après avoir fait office de maire de Troyes en 1870, il fut fait prisonnier à la forteresse de Mayence en mai 1871. Il fit à nouveau office de maire de Troyes de novembre 1874 à mai 1875.
Il fonde à Troyes l'École française de bonneterie en 1888. Celle-ci fonctionna jusqu'en 1964 en tant qu'école privée reconnue par l'État avant de devenir la section BTS bonneterie du lycée technique de Troyes. Cette section BTS fut fermée en 2006.
Il fut président du conseil d'arrondissement dans le 2e canton de Troyes, président de la société anonyme de l'École française de bonneterie, membre de la Chambre de commerce, juge au tribunal de Commerce et membre de la Société académique de l'Aube.
Il fut le premier possesseur d'une automobile dans le département de l'Aube, une Panhard & Levassor de type A avec moteur P2C (licence Daimler) de 1,75 cv achetée en décembre 1891,, et fut un des membres fondateurs de l'Automobile Club de l'Aube. Le Musée des arts et métiers conserve sa deuxième Panhard et Levassor achetée en 1896, un type A encore mais avec moteur P2D (licence Daimler) de 2,75 cv.

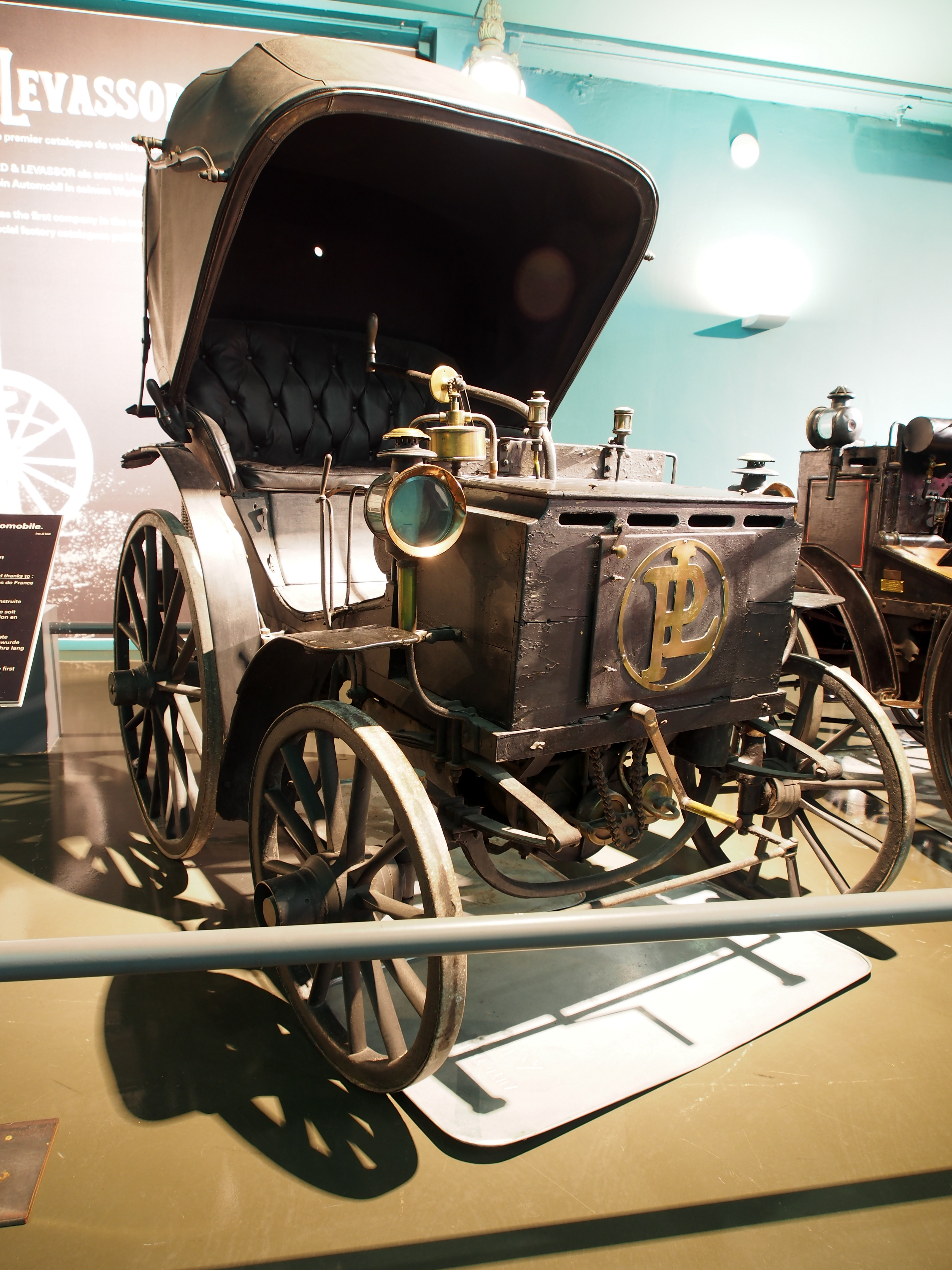
Panhard & Levassor Type A no 77 de 1891 de Emanuel Buxtorf, reconnue à ce jour comme « plus ancien véhicule automobile à essence du monde encore en circulation », classée aux monuments historiques en 2011, première voiture à essence fabriquée en série (Collection Schlumpf de Mulhouse).

## Décorations, titres, honneurs
- 1855 : Médaille de vermeil à l'Exposition universelle de Paris
- 1861 : Membre du Jury de l'Exposition industrielle de Châlons-sur-Marne
- 1867 : Médaille d'or à l'Exposition universelle de Paris
- 1877 :  Chevalier de la Légion d'honneur
- 1878 : Membre du jury de l'Exposition universelle de Paris (où il expose, hors concours, dix-neuf machines)[6]
- 1889 :  Officier de la Légion d'honneur
- 1889 : Membre du jury de l'Exposition universelle de Paris; membre du comité d'installation du jury, président du comité départemental de l'Aube

- Une rue de Troyes porte aujourd'hui son nom.

## Œuvres
- Emanuel Buxtorf, Les Armes à feu, Société industrielle et commerciale de Troyes, Dufour-Bouquot, Troyes, 1872